# Alpha Ethniki 1984-1985
L'Alpha Ethniki 1984-1985 fu la 49ª edizione della massima serie del campionato di calcio greco, conclusa con la vittoria del PAOK Salonicco, al suo secondo titolo.
Capocannoniere del torneo fu Thomas Mavros (AEK Atene), con 27 reti.

## Formula
Come nella stagione precedente le squadre partecipanti furono 16 e disputarono un girone di andata e ritorno per un totale di 30 partite.
Le ultime due classificate furono retrocesse in Beta Ethniki.
Il punteggio prevedeva due punti per la vittoria, uno per il pareggio e nessuno per la sconfitta.
Le squadre ammesse alle coppe europee furono quattro: i campioni alla Coppa dei Campioni 1985-1986, la vincitrice della coppa nazionale alla Coppa delle Coppe 1985-1986 e seconda e terza classificata alla Coppa UEFA 1985-1986.

## Squadre partecipanti
| Squadra            | Città      | Stadio | Stagione 1983-1984 |
| ------------------ | ---------- | ------ | ------------------ |
| AEK Atene          | Atene      |        | 7°                 |
| Apollōn Kalamarias | Kalamaria  |        | 12°                |
| Apollōn Smyrnīs    | Atene      |        | 10°                |
| Arīs Salonicco     | Salonicco  |        | 4°                 |
| Doxa Dramas        | Drama      |        | 11°                |
| Egaleo             | Egaleo     |        | 13°                |
| Ethnikos Pireo     | Il Pireo   |        | 9°                 |
| Īraklīs            | Salonicco  |        | 3°                 |
| Larissa            | Larissa    |        | 6°                 |
| OFI Creta          | Candia     |        | 8°                 |
| Olympiacos         | Il Pireo   |        | 2°                 |
| Panachaïkī         | Patrasso   |        | Beta Ethniki       |
| Panathīnaïkos      | Atene      |        | Campione di Grecia |
| Paniōnios          | Nea Smyrnī |        | 14°                |
| PAOK               | Salonicco  |        | 5°                 |
| Pierikos           | Katerini   |        | Beta Ethniki       |

## Classifica finale
|                   | Pos. | Squadra            | Pt | G  | V  | N  | P  | GF | GS | DR  |
| ----------------- | ---- | ------------------ | -- | -- | -- | -- | -- | -- | -- | --- |
| Grecia (bandiera) | 1.   | PAOK               | 46 | 30 | 19 | 8  | 3  | 54 | 26 | +28 |
|                   | 2.   | Panathīnaïkos      | 43 | 30 | 17 | 9  | 4  | 61 | 30 | +31 |
|                   | 3.   | AEK Atene          | 43 | 30 | 16 | 11 | 3  | 58 | 29 | +29 |
|                   | 4.   | Olympiacos         | 42 | 30 | 17 | 8  | 5  | 53 | 23 | +30 |
|                   | 5.   | Īraklīs            | 41 | 30 | 19 | 3  | 8  | 59 | 33 | +26 |
|                   | 6.   | Larissa            | 35 | 30 | 14 | 7  | 9  | 55 | 35 | +20 |
|                   | 7.   | Arīs Salonicco     | 30 | 30 | 8  | 14 | 8  | 38 | 37 | +1  |
|                   | 8.   | Paniōnios          | 30 | 30 | 9  | 12 | 9  | 34 | 40 | -6  |
|                   | 9.   | Ethnikos Pireo     | 27 | 30 | 11 | 5  | 14 | 35 | 47 | -12 |
|                   | 10.  | OFI Creta          | 26 | 30 | 10 | 6  | 14 | 46 | 49 | -3  |
|                   | 11.  | Apollōn Smyrnīs    | 25 | 30 | 9  | 7  | 14 | 30 | 40 | -10 |
|                   | 12.  | Apollōn Kalamarias | 24 | 30 | 9  | 6  | 15 | 24 | 38 | -14 |
|                   | 13.  | Doxa Dramas        | 22 | 30 | 8  | 6  | 16 | 33 | 42 | -9  |
|                   | 14.  | Panachaïkī         | 21 | 30 | 8  | 5  | 17 | 26 | 51 | -25 |
|                   | 15.  | Egaleo             | 13 | 30 | 3  | 7  | 20 | 28 | 66 | -38 |
|                   | 16.  | Pierikos           | 12 | 30 | 3  | 6  | 21 | 29 | 77 | -48 |

Legenda:

      Campione di Grecia
      Ammesso alla Coppa UEFA
      Ammesso alla Coppa delle Coppe
      Retrocesso in Beta Ethniki
Note:

Due punti a vittoria, uno a pareggio, uno a sconfitta.

### Verdetti
- PAOK Salonicco campione di Grecia 1984-85 e qualificato alla Coppa dei Campioni
- Panathinaikos e AEK Atene qualificati alla Coppa UEFA
- AEL Larissa qualificato alla Coppa delle Coppe
- Egaleo e Pierikos retrocesse in Beta Ethniki.